# Sarāb (ort)
Sarāb (persiska: سَرابِ حاجّی پَمُق, سراب, Sarāb-e Ḩājjī Pamoq) är en ort i Iran.   Den ligger i provinsen Kurdistan, i den nordvästra delen av landet, 400 km väster om huvudstaden Teheran. Sarāb ligger 1 859 meter över havet och antalet invånare är 526.
Terrängen runt Sarāb är huvudsakligen platt, men åt sydväst är den kuperad. Terrängen runt Sarāb sluttar österut.Runt Sarāb är det ganska tätbefolkat, med 58 invånare per kvadratkilometer. Närmaste större samhälle är Dehgolān, 10,7 km sydost om Sarāb. Trakten runt Sarāb består till största delen av jordbruksmark.